# 在宅醫療
在宅醫療（英語：Home healthcare）源自日本，是為了配合高齡化社會 的長期照顧需要，發展出結合醫療與健康照護的全天候到宅醫療照顧服務，在日本已行之多年，成為日本政府制定的社區整體照顧政策。在宅醫療台灣稱為居家醫療，屬於居家照護一種。從2015年台灣健保署推出以基層診所試辦的「居家醫療照護整合試辦計畫」，到2016年的「居家醫療照護整合計畫」，已將居家醫療列入全民健康保險的給付項目。

## 發展歷史
日本的在宅醫療理念，從1981年佐藤智醫師於東京成立非營利組織「ライフケアシステム」（英語：Lifecare system，簡稱LCS），為需求者提供二十四小時在宅醫療服務開始，至今已有三十多年的歷史，當時日本的醫療保險沒有給付居家醫療，沒有長期照護保險。佐藤智提出的在宅醫療理念，強調大家的健康由大家互相幫助，LCS以會員制家庭醫師來執行在宅醫療與健康管理的制度。日本政府則於2012年擴大對在宅醫療政策的支持，提高醫療的支付額度，提撥近25億日元（約6.3億台幣），設置在宅醫療的實施據點，並培育相關的醫療人才。
在宅醫療與一般醫院醫療的最大差別在於醫療的環境，佐藤智醫師認為「疾病是可以在家治好的」，因此「在宅醫療」最大的訴求就是在自己的家裡，在不改變原本的生活方式下接受醫療服務，在家生活到最後的健康照護行為，期達到「在地終老」的生命目標。相較於一般醫學追求病理證據指引的治療方式，在宅醫療更注重從人本出發，在治療與照護時，更著重考量病者的人生觀與生活型態，提供客製化的人性醫療協助。